# Zwiozdnyj gorodok
Zwiozdnyj gorodok (ros. Звёздный городок) – zamknięte osiedle typu miejskiego w Rosji, w obwodzie moskiewskim. W 2019 roku liczyło ok. 5,4 tys. mieszkańców. Od 1960 roku jest siedzibą Centrum Wyszkolenia Kosmonautów. Ma na celu szkolenie i przygotowanie rosyjskich kosmonautów do misji kosmicznych.
Podczas istnienia Związku Radzieckiego lokalizacja osiedla była tajna. Dostęp mieli nieliczni, a ochrona była bardzo dobra. W czasach obecnych, jak i w przeszłości wielu rosyjskich kosmonautów oraz personel centrum szkoleniowego mieszkało w Zwiozdnym gorodoku. Na jego terenie znajdują się placówka poczty, liceum, przedszkole, sklepy, kino, obiekty sportu i rekreacji, dworzec kolejowy oraz muzeum podróży kosmicznych i ludzkiej eksploracji. Transport lotniczy jest możliwy dzięki pobliskiemu wojskowemu lotnisku imienia Czkałowa.

## Nazwa
„Звёздный городок” oznacza dosłownie „Gwiezdne miasteczko”. W dokumentacji drugi człon nazwy miejscowości zapisywany jest małą literą, choć zgodnie z normami ortograficznymi języka rosyjskiego oba powinny zostać zapisane wielkimi literami, a poprawna nazwa powinna brzmieć: Звёздный Городо́к.
Określenie „Gwiezdne miasteczko” to miano zwyczajowe, nadane przez mieszkańców. W czasie zimnej wojny miejscowość była tajna i figurowała pod wojskowymi nazwami operacyjnymi: Zamknięte miasteczko wojskowe numer 1 (ros. закрытый военный городок № 1) oraz Szczełkowo-14 (ros. Щелково-14).
Obecnie pełna, oficjalna nazwa miejscowości brzmi: zamknięta jednostka administracyjno-terytorialna – Gwiezdne miasteczko w obwodzie moskiewskim (ros. закрытое административно-территориальное образование — Звёздный городок Московской области).
W języku angielskim używa się określenia Zvyozdny gorodok lub potocznie Star City.

## Lokalizacja
Zwiozdnyj gorodok położony jest 25 km na północny wschód od centrum Moskwy, pomiędzy drogami wylotowymi o numerach M-7 i A-103, w pobliżu stacji kolejowej Ciołkowskaja. Dwa kilometry od granic miasteczka znajduje się wojskowe lotnisko Czkałowskij (ros. Чкаловский), połączone z miasteczkiem drogą dojazdową.
Zwiozdnyj gorodok sąsiaduje z miejscowościami: Aniskinskoje, Leonicha i Orłowka.
Teren wyznaczony przez granice miasteczka Zwiozdnyj gorodok tworzy gminę. Jej oficjalna nazwa brzmi: zamknięta jednostka administracyjno-terytorialna okręgu miejskiego Zwiozdnyj gorodok obwodu moskiewskiego (ros. закрытое административно-территориальное образование городской округ Звёздный городок Московской области).
Powierzchnia gminy do 2010 roku wynosiła 310 hektarów, w 2011 roku zwiększyła się do 317,8 hektara.

## Sytuacja prawna

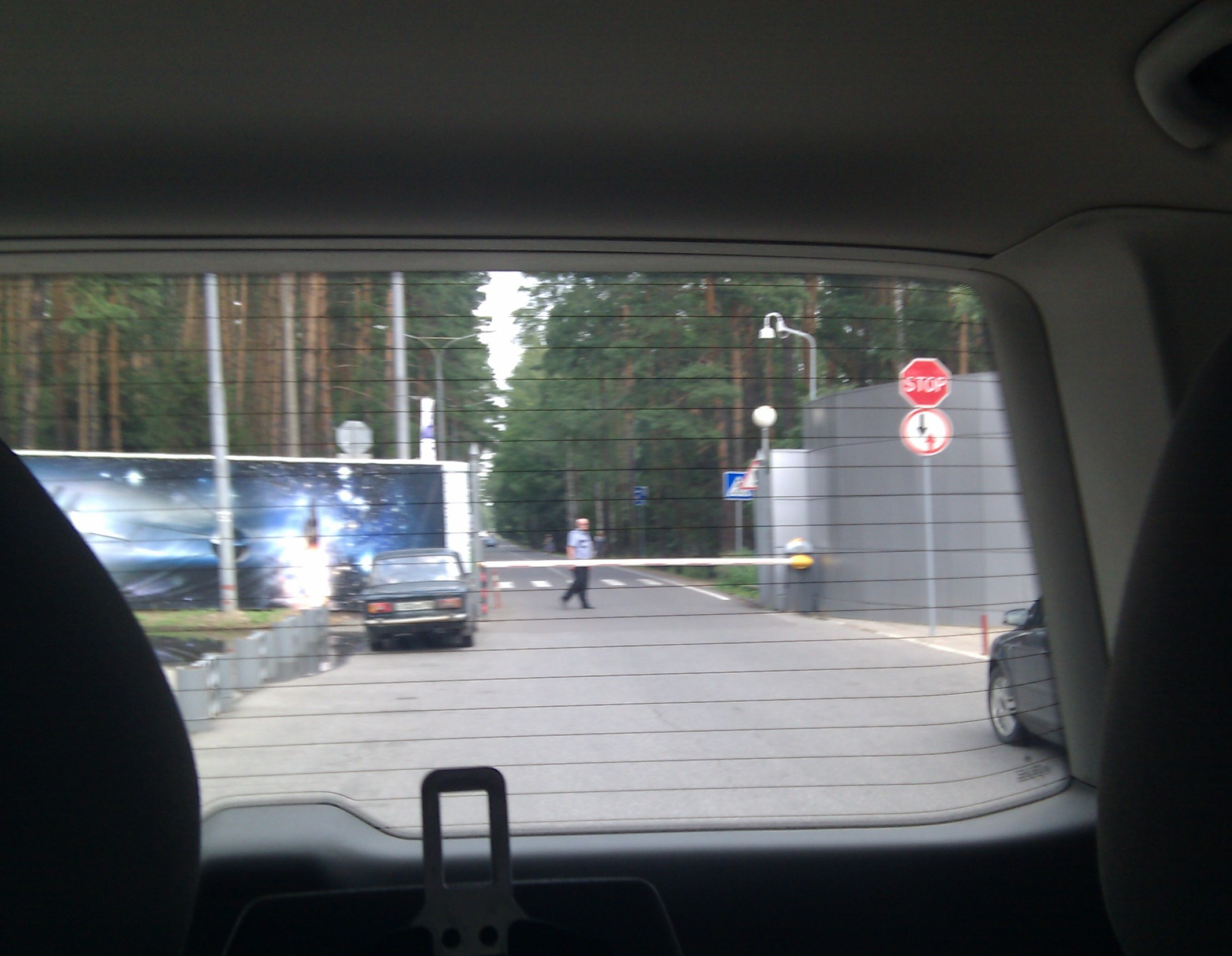
Brama wjazdowa z biurem kontroli przepustek.

Na podstawie dekretu prezydenta Federacji Rosyjskiej Dmitrija Miedwiediewa z dnia 19 stycznia 2009 roku w celu zapewnienia bezpieczeństwa Centrum Wyszkolenia Kosmonautów im. J. Gagarina Zwiozdnyj gorodok ustanowiono miastem zamkniętym.
Przeloty samolotów, wjazdy do miejscowości oraz stały pobyt obywateli podlegają kontroli i ograniczeniom, właściwym dla innych tego typu miejscowości.
Zarazem Zwiozdnyj gorodok jest dostępny dla turystów, którzy mogą wjeżdżać na teren miejscowości i zwiedzać przeznaczone do tego obiekty. Zgodnie z obowiązującymi w Federacji Rosyjskiej przepisami prawa turyści przekraczający granicę zamkniętego miasta muszą posiadać przepustkę.

## Historia
Budowę Centrum Wyszkolenia Kosmonautów rozpoczęto na podstawie rozkazu Naczelnego Dowództwa Sił Powietrznych z dnia 11 stycznia 1960 roku. Obok obiektów szkoleniowych powstało zaplecze socjalne, w tym: domy, szkoły, sklepy i przedszkola, aby kosmonauci mogli sprowadzić się tu z rodzinami.
Pierwotnie w Centrum pracowało 90 wojskowych i 99 pracowników cywilnych. W 1960 roku na potrzeby szkoleń oddelegowano 70. pułk lotnictwa, stacjonujący na pobliskim lotnisku wojskowym Czkałowskij.
30 kwietnia 1968 roku Centrum wyszkolenia otrzymało imię Jurija Gagarina.
Wraz z jego rozwojem miejscowość Zwiozdnyj gorodok powiększała się o nowe budynki i obiekty. W czasach zimnej wojny nie figurowała na oficjalnych mapach z uwagi na strategiczne znaczenie wojskowe. Po raz pierwszy znalazła się na mapach z lat dziewięćdziesiątych, powstałych po rozpadzie Związku Radzieckiego.
W 2009 roku Centrum Szkolenia Kosmonautów stało się własnością Roskosmosu (uprzednio infrastruktura należała do Ministerstwa Obrony). 

## Atrakcje i obiekty

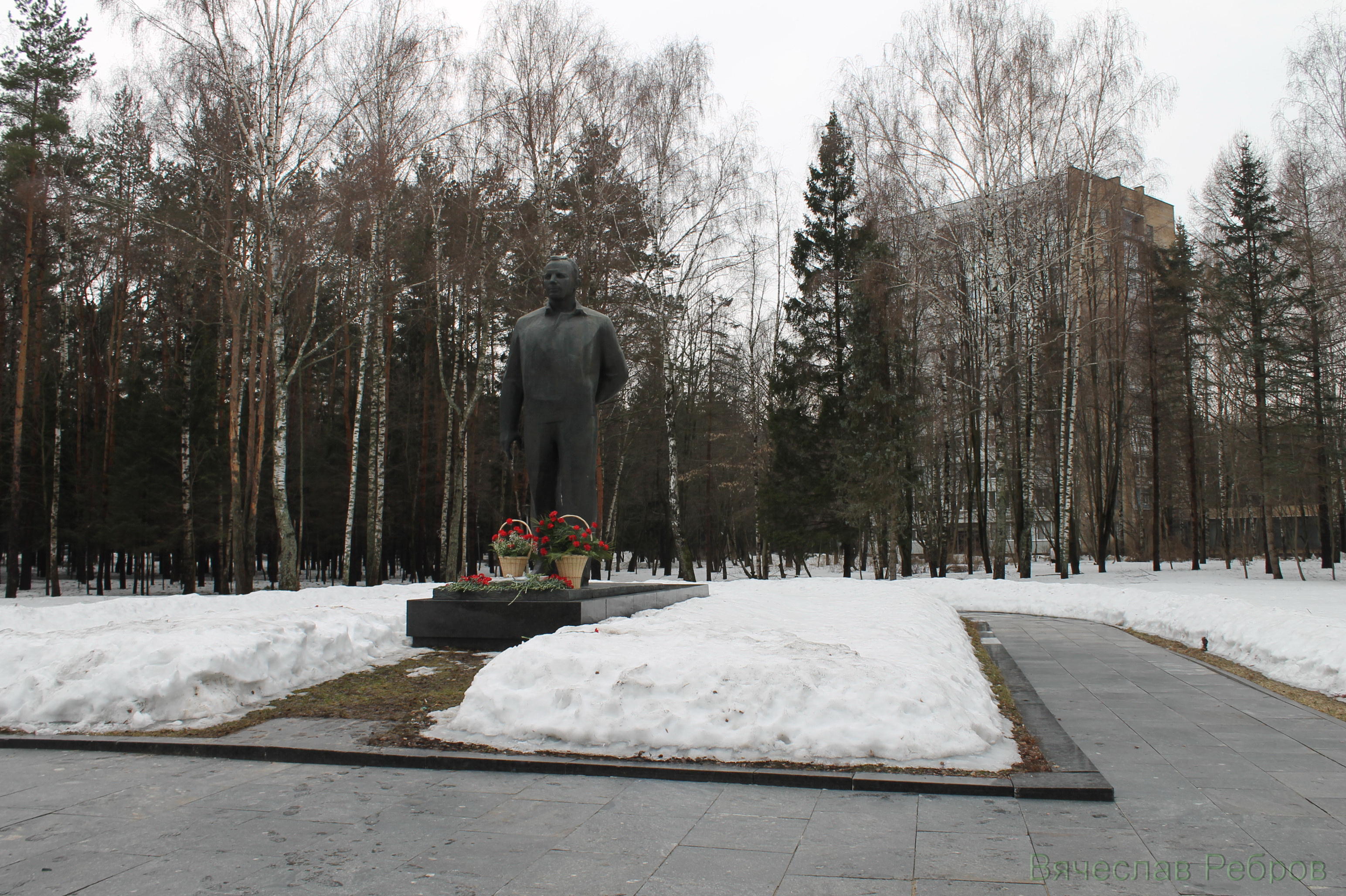
Pomnik Jurija Gagarina.

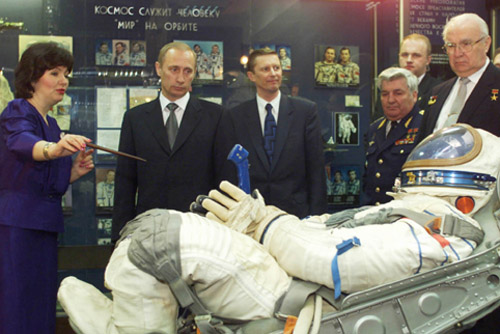
Władimir Putin w Muzeum Centrum Wyszkolenia Kosmonautów im. Jurija Gagarina w 2001 roku.

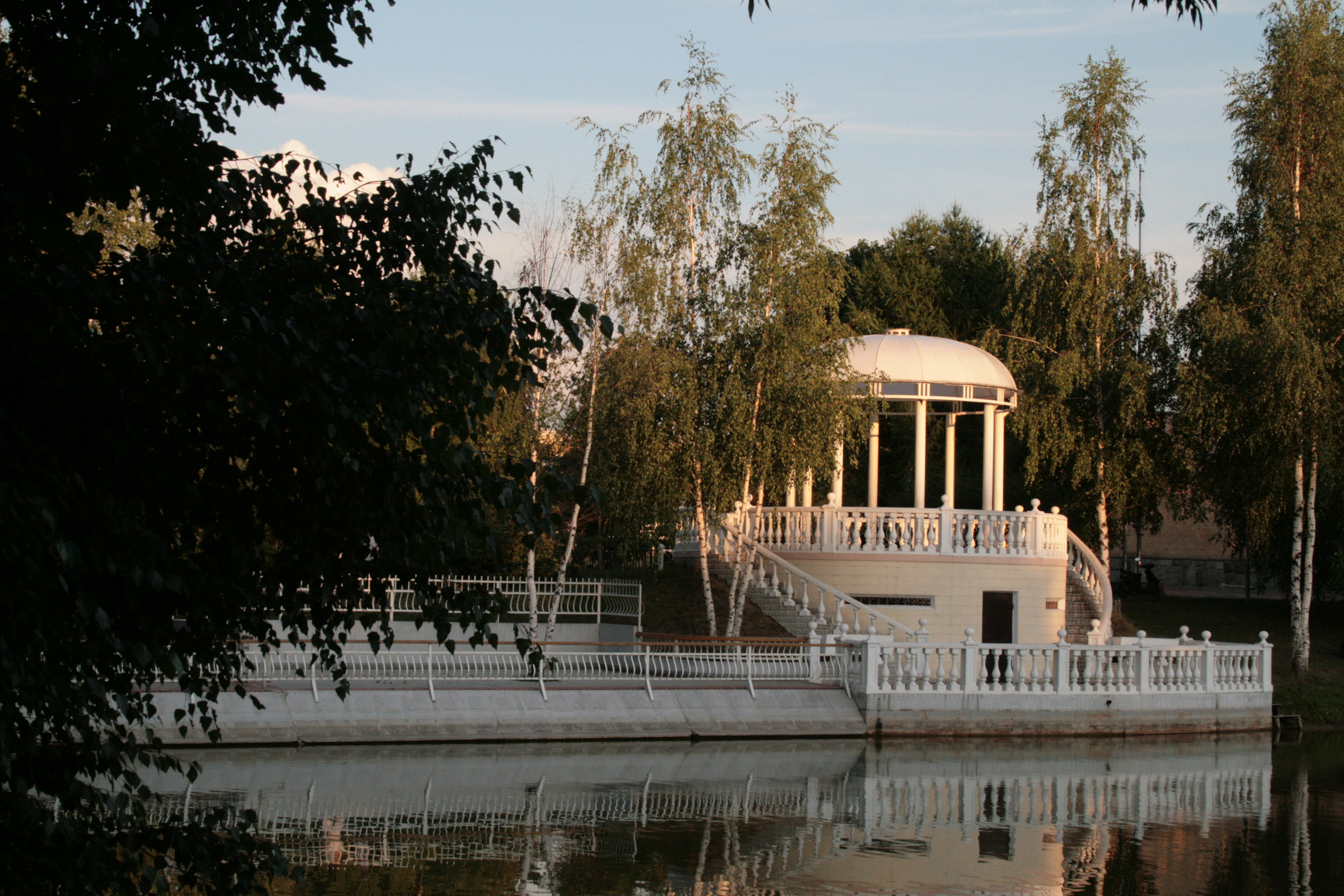
Gwiezdne Jezioro.

Do najważniejszych obiektów i atrakcji turystycznych miejscowości Zwiozdnyj gorodok należą:
Centrum Wyszkolenia Kosmonautów im. J. Gagarina, należące do agencji kosmicznej Roskosmos. Niektóre obiekty Centrum są otwarte dla turystów. Odbywają się tu prelekcje, pokazy i konferencje.
Muzeum Centrum Wyszkolenia Kosmonautów im. Jurija Gagarina – zlokalizowane w budynkach Centrum Wyszkolenia Kosmonautów. Zostało otwarte 6 listopada 1967 roku. Pierwszym przewodnikiem po obiekcie (w dniu otwarcia) był Jurij Gagarin. Muzeum co roku odwiedza ponad 2,5 miliona turystów.
Pomnik Jurija Gagarina – odsłonięty w 1971 roku, w dziesiątą rocznicę pierwszego załogowego lotu w kosmos. Znajduje się na placu Gagarina, w centrum miasta, naprzeciwko domu, w którym mieszkał Gagarin. W tym miejscu odbywają się uroczystości powitania kosmonautów, wracających z misji w kosmosie. Pomnik został zmieniony na prośbę Walentyny, żony Jurija Gagarina, która poprosiła o umieszczenie w dłoni kosmonauty kwiatu rumianku.
Cerkiew Przemienienia Pańskiego – otwarta 4 sierpnia 2008 roku. Cerkiew została zbudowana z drewna, mierzy 39 metrów wysokości. W świątyni znajdują się tablice pamiątkowe z nazwiskami kosmonautów. Budowla została zaprojektowana w taki sposób, aby jej bryła przypominała kształt rakiety kosmicznej.
Aleja Bohaterów – ulica poświęcona kosmonautom, wiodąca do pomnika Gagarina, na której odbywają się uroczystości państwowe, związane z astronautyką.
Gwiezdne jezioro – teren rekreacyjny, w pobliżu Cerkwi Przemienienia Pańskiego.
Las Zwycięstwa – teren rekreacyjny, powstały w 1985 roku.
W Zwiozdnym gorodoku znajduje się pomnik psa Łajki, pierwszego stworzenia wystrzelonego na orbitę okołoziemską w satelicie Sputnik 2 w 1957 r.